# Chotíkov
Chotíkov, dříve Kotíkov (německy Kottiken), je obec v okrese Plzeň-sever v Plzeňském kraji. Žije v něm přibližně 1 300 obyvatel.

## Historie
První písemná zmínka o obci pochází z latinské listiny z 25. června 1344, kterou se Sezema z Vrtby a jeho dva synové zavázali vyplácet klášteru v Plasích dvě kopy českých grošů ročně. V originále je Chotíkov označen jako Gothycaw. Jméno obce Chotíkov vzniklo patrně z výrazu Chotíkův (tj. majetek, nejspíše dvůr). Během historického vývoje byla obec často rozdělená a její díly patřily k okolním panstvím (malesickým a křimickým). V obci bylo výrazné zastoupení německého obyvatelstva (v roce 1915 73% podíl) a byla součástí Sudet.

## Obyvatelstvo
| Rok            | 1869 | 1880 | 1890 | 1900 | 1910 | 1921 | 1930  | 1950 | 1961 | 1970 | 1980 | 1991 | 2001 | 2011  | 2021  |
| -------------- | ---- | ---- | ---- | ---- | ---- | ---- | ----- | ---- | ---- | ---- | ---- | ---- | ---- | ----- | ----- |
| Počet obyvatel | 584  | 613  | 667  | 753  | 880  | 978  | 1 177 | 943  | 951  | 776  | 672  | 678  | 751  | 1 078 | 1 266 |
| Počet domů     | 75   | 88   | 93   | 112  | 128  | 150  | 211   | 237  | 224  | 223  | 219  | 267  | 282  | 376   | 460   |

## Obecní symboly
Znak a vlajka byly obci uděleny rozhodnutím předsedy Poslanecké sněmovny Parlamentu České republiky dne 12. prosince 2008.

## Služby a kultura
V obcí působí několik spolků a sdružení: Sbor dobrovolných hasičů Chotíkov, rybářský spolek, hokejový klub HC Chotíkov a fotbalový klub FC Chotíkov 1932. Dále se zde nachází základní škola, mateřská školka, lékařská ordinace, kulturní sál, tři restaurace a kadeřnictví.
Mimo intravilán obce, na samém jihovýchodním okraji jejího katastru, v sousedství plzeňské okrajové městské části Košutka, se nachází hypermarket řetězce Globus obsluhující Plzeň a okolí. Protože tudy zároveň prochází hranice okresů Plzeň-sever a Plzeň-město, byl výjimkou z krizového opatření v době pandemie covidu-19 platného od 1. března 2021 obyvatelům okresu Plzeň-město umožněn nad rámec jejich okresu umožněn pohyb i po území Chotíkova.
Podstatnou část příjmu obce tvoří provoz skládky komunálního odpadu pro Plzeň. V roce 2008 probíhal spor o to, zda má být v areálu skládky vybudována velkokapacitní spalovna komunálních odpadů.

## Pamětihodnosti
- Kostel Povýšení svatého Kříže poprvé zmiňovaný roku 1352 byl přibližně do roku 1435 farním. Nynější klasicistní stavba je z roku 1834, fara byla obnovena v roce 1906.

## Osobnosti
- Antonín Kroha (1897–1918), československý voják, příslušník čsl. legií v Itálii, jeden z 10 legionářů, kteří byli po upadnutí do rakouského zajetí během bitvy na Piavě odsouzeni k smrti a zastřeleni ještě téhož večera 15. června 1918 u vily Casa Montone (lokalita se též uvádí pod názvem Colle di Guarda) v katastru obce Susegana v provincii Treviso. Událost na místě připomíná dvojice pamětních desek v italském a českém jazyce (45°52′21,72″ s. š., 12°12′42″ v. d.); ostatky popravených byly po válce převezeny do Prahy, na Olšanské hřbitovy.